# Grylloidea
Grylloidea (vernakularno engleski su prevedeno nazivani pravim šturcima, pravim zrikavcima) nadporodica kukaca ravnokrilaca koja obuhaća 4 porodice pravih zrikavaca, to su: zrikavci u najužem smislu Gryllidae, rovci ili Gryllotalpidae, Mogoplistidae i Myrmecophilidae koje zajedno imaju preko 5 200 različitih vrsta, među kojima je 12 vrsta ugroženo.
Najpoznatije vrste su Acheta domesticus, prije nazivan Gryllus domesticus (kućni zrikavac) i Gryllus campestris (poljski zrikavac). Članovi porodie Gryllotalpidae (rovci) imaju prednje noge prilagođene za kopanje. Rod Gryllotalpa (rovac) nanosi velike štete biljkama jer uništava korijen.
Samo mužjaci imaju aparat za proizvodnju zvuka, a njime ozačavaju svoj teritorij. Šturci žive u podzemnim hodnicima i hrane se sjemenkama i korijenjem pa po vrtovima mogu praviti štetu. 
Mladi se legu ljeti, a zimu provode u tlu.